# Purpurstreifen-Zwergspanner
Der Purpurstreifen-Zwergspanner (Idaea muricata), auch Purpurstreifiger Moorheiden-Kleinspanner, Purpurstreifiger Moorheidenspanner, Purpurschneckenspanner oder Purpurstreifiger Kleinspanner genannt ist ein Schmetterling (Nachtfalter) aus der Familie der Spanner (Geometridae).

## Merkmale
Die Falter erreichen eine Flügelspannweite von 14 bis 19 Millimetern. Die Flügel sind in der Grundfarbe purpurfarben. Das Mittelfeld der Vorderflügel weist zwei gelbe Flecken auf, ein dritter Fleck sitzt an der Flügelbasis. Die Zeichnung ist jedoch etwas variabel. Die beiden Mittelfeldflecke können vergrößert und verschmolzen sein (f. lutescens), oder auch fast fehlen (f. totarubra). Die innere Querlinie ist meist durch eine geringfügige Farbabweichung angedeutet. Die äußere Linie ist blauviolett gefärbt, schwach gewellt und sehr markant. Saumwärts der äußeren Querlinie schließt sich eine schmale, saumwärts gezackte Zone in der Grundfarbe an. Saumfeld und Fransen sind gelb gefärbt. Auf dem Hinterflügel befindet sich ein größerer gelber Diskalfleck, das Mittelfeld ist fein gelb gefleckt.
Die ovalen Eier sind verhältnismäßig groß und rotbraun. Die relativ schlanke Raupe ist leicht gerunzelt und verjüngt sich nach vorne. Die Farbe ist variabel; sie reicht von braun über grau bis zu rötlich. Die Rückenlinie ist dunkel eingefasst, auf jedem Segment sitzt ein rautenförmiger Fleck. Die Puppe ist 7,5 bis 8,5 mm lang und misst 2,3 bis 2,6 mm im Durchmesser. Sie ist ockerbraun, wobei die Adern der Flügel dunkler sind, ebenso die Nähte von Kopf und Thorax. Der Kremaster ist relativ groß, etwas länger als an der Basalseite breit. Er ist trapezförmig und am Hinterende abgerundet. Die drei hakenförmigen Borstenpaare sind relativ kurz.

## Geographische Verbreitung
Die Verbreitung der Art ist überwiegend west-, mittel- und osteuropäisch. Sie kommt im Norden bis in den Süden der Britischen Inseln, Südskandinavien und Südfinnland vor. Im Süden reicht das Verbreitungsgebiet bis in die spanischen Westpyrenäen, Korsika, Norditalien (mit vereinzelten Vorkommen bis nach Süditalien), auf die Balkanhalbinsel bis Bulgarien und Albanien sowie bis ins Vorland des Kaukasus. Im Osten kommt die Art über den Ural hinaus bis zu den Kurilen (Kunaschir) und Japan (Nordostzipfel von Hokkaidō) (hier die Unterart Idaea muricata proutiana (Bryk, 1942)) sowie Korea und China (Sichuan) (hier Unterart I. muricata minor (Sterneck, 1927)) vor.

## Lebensraum
Die Art kommt vor allem auf warmen Flächen in feuchten Wäldern und Feuchtwiesen vor. Aber auch in trockenwarmen Gebieten, wie zum Beispiel auf trockenen Wiesen und Buschland mit sandigen Böden wird die Art beobachtet. Die normale vertikale Verbreitung erstreckt sich von 0 bis 700 Meter, in den Südalpen auch bis 1.500 Meter. Der Purpurstreifen-Zwergspanner ist relativ selten und meist nur lokal häufig.

## Lebensweise
Die Art bildet eine Generation pro Jahr, deren Falter von Juni bis August fliegen. In Südeuropa fliegen die Falter bis Mitte September mit einer Unterbrechung im Juli. Dies könnte auf eine unvollständige zweite Generation hindeuten. Die Falter sind überwiegend dämmerungsaktiv, können jedoch auch tagsüber und frühmorgens fliegend angetroffen werden. Ruhende Falter können leicht aufgescheucht werden. Sie kommen gelegentlich auch an künstliche Lichtquellen. Falter saugen Nektar; dies wurde unter anderem an Pfeifengräser (Molinia) beobachtet. Die Eier werden in Reihen aneinandergeklebt auf den Nahrungspflanzen der Raupen abgelegt.
Diese sind polyphag und fressen unter anderem an Sumpf-Blutauge (Potentilla palustris), Sumpf-Labkraut (Galium palustre), Vogelknöterichen, (Polygonum), Wegerichen (Plantago), Wolfsmilch (Euphorbia), Windröschen (Anemone), Kleiner Bibernelle (Pimpinella saxifraga), Besenheide (Calluna vulgaris) sowie einer ganzen Reihe von anderen Pflanzen (zum Beispiel Schwingel (Festuca)). Die Zucht gelang auch mit Buschwindröschen (Anemone nemorosa), Himbeere (Rubus idaeus), Brombeeren (Rubus fruticosus agg.), Kriechendes Fingerkraut (Potentilla reptans), Spitzwegerich (Plantago lanceolata), Breitwegerich (Plantago major), Gartensalat (Lactuca sativa), Gewöhnlichem Löwenzahn (Taraxacum officinale) und Vogelknöterich (Polygonum aviculare). Sie fressen nur trockene oder verwelkte Blätter. Die Raupe überwintert. Die Raupen wachsen sehr langsam. Raupen, die im Sommer geschlüpft waren, gingen im Oktober in Winterruhe und begannen im Mai wieder mit dem Fressen. Anfang Juni verpuppten sie sich und ergaben Anfang Juli den Falter. Die Puppenruhe beträgt etwa drei Wochen. Diese Beobachtungen stammen allerdings von Zuchten unter Freilandbedingungen.

## Systematik
Die Art wurde 1767 von Johann Siegfried Hufnagel als Phalaena muricata erstmals beschrieben. Danach erfolgten noch Beschreibungen unter weiteren fünf Namen. Derzeit wird die Art in drei Unterarten unterteilt: die nominotypische Unterart Idaea muricata muricata (Hufnagel, 1767), Idaea muricata minor Sterneck, 1927 (China) und Idaea muricata proutiana Bryk, 1942 (Kurilen-Inseln).

## Gefährdung
Die Art ist in Deutschland insgesamt nicht gefährdet. Allerdings gilt sie Hamburg, wo die Art schon immer selten war, als vom Aussterben bedroht. In Niedersachsen und Nordrhein-Westfalen wird sie in die Kategorie 3 („gefährdet“) eingestuft, in Rheinland-Pfalz in die Kategorie 4, d. h., dass die Art mit zunehmender Lebensraumzerstörung potenziell gefährdet ist und damit auf der Vorwarnstufe steht.